# Jean de Hénin-Liétard
Jean de Hénin-Liétard (aussi Jean V. de Hénin) (né le 9 août 1499 à Boussu; † le 12 février 1562) de la maison d'Hénin était le fils de Philippe de Hénin, seigneur de Boussu, et de Catherine de Ligne.

## Biographie
Dès 1511, alors qu'il avait 12 ans, il hérita des terres, propriétés de son père, Boussu, Blaugies et Gammerages, lorsque ce dernier tomba lors de la guerre entre Charles de Gueldre, duc de Gueldre, et l'empereur Maximilien près de Venlo. En 1531, il fut accepté dans l'Ordre de la Toison d'or. Pendant ce temps, il épousa Anne de Bourgogne (le mariage avait déjà été célébré le 29 mars 1532), la fille d'Adolphe de Bourgogne, seigneur de Beveren, héritière de Beuvry, Choques et La Fosse et veuve de Jacques III de Hornes, le comte de Horn. En 1555, il fut nommé comte de Boussu des Pays-Bas. De plus, il était Vogt de Valenciennes.

## Descendance
Jean de Hénin et Anne de Bourgogne ont eu neuf enfants :
- Philippe, † 1542
- Antoine, † 1535
- Charles, † 1560
- Maximilien, † 1578, 1562 second comte de Boussu, 1567 gouverneur de Hollande, Frise occidentale et Utrecht, 1570 amiral, 1557 gouverneur espagnol de Gueldre et Zutphen, conseiller d'État et général commandant néerlandais, 1578 gouverneur de Bruxelles,
- Jacquot, † jeune
- Éléonore, † 1583
- Antoine, † après 1581, protonotaire apostolique
- Jacques, † 1618, premier marquis de Veere, Grand Bailli d'Alost, 1617 Grand Bailli de Gand. Il a pour filles, Helène de Hénin, mariée à Íñigo de Borja y Velasco (descendant du pape Alexandre VI) frère de Gaspar de Borja y Velasco cardinal et vice-roi de Naples; Anne de Hénin, mariée à Louis Velasco[1].
- Jean, seigneur de Haussy en 1575

De plus, Jean eut un fils illégitime d'une femme inconnue, Jean Bâtard de Boussu, dont la légitimation fut reconnue par le Pape en 1555.
Jean de Hénin et Anne de Bourgogne sont enterrés en la chapelle seigneuriale à Boussu.

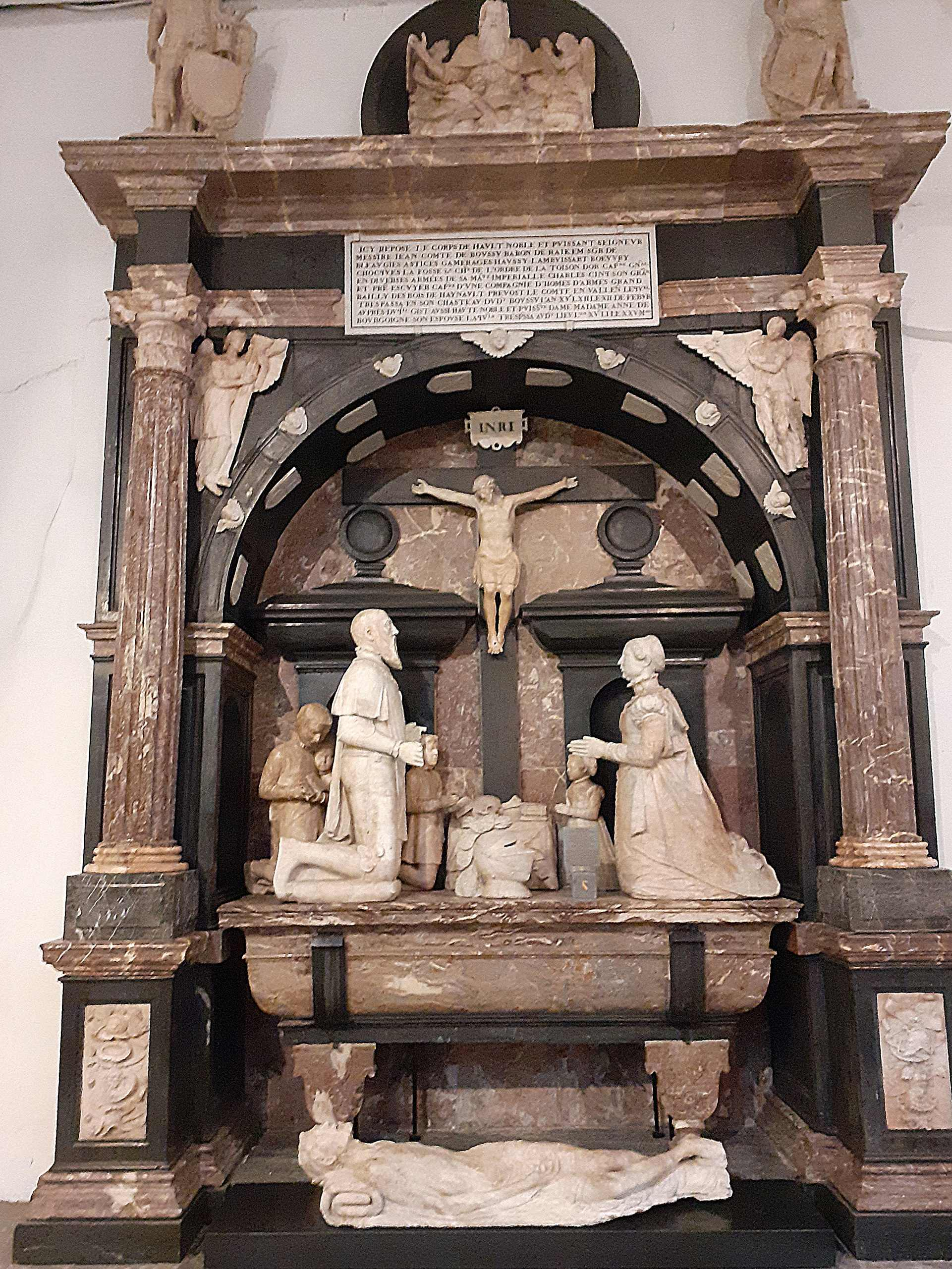
Mausolée de Jean V de Henin-Liétard et d'Anne de Bourgogne à Boussu.
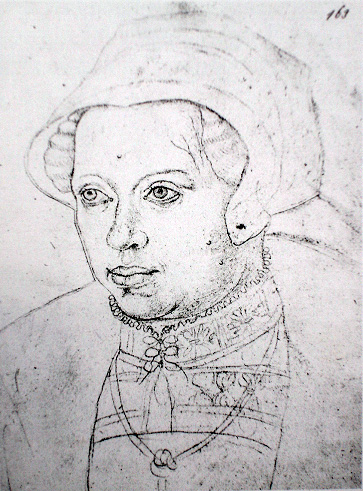
Portrait d'Anne de Bourgogne tiré du Recueil d'Arras.
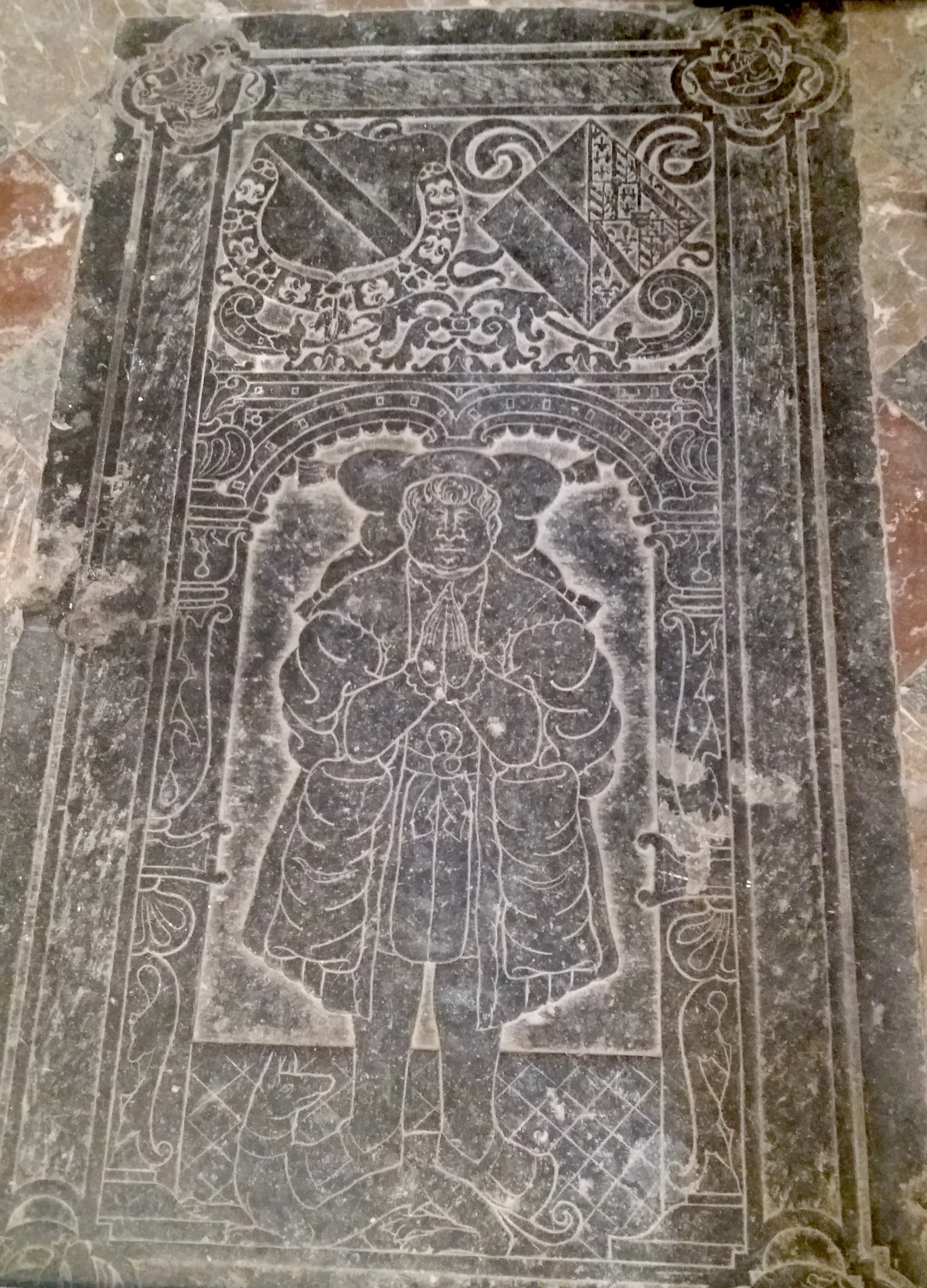
Dalle funéraire de Philippe, fils aîné de Jean et d'Anne (on y distingue les armes de son père, comte de Boussu et de sa mère).